# Battaglia di Weichselburg
La battaglia di Weichselburg fu uno scontro, avvenuto il 16 settembre 1813, tra le forze napoleoniche del generale Lechi e quelle austriache del generale Rebrovich. La vittoria delle forze asburgiche segnò l'inizio della ritirata delle truppe napoleoniche dalla Slovenia centrale verso la linea dell'Isonzo. 

## Contesto storico
Dopo la fine della tregua garantita dall'armistizio di Pleiswitz, le potenze europee entrarono nuovamente in guerra l'una contro l'altra. Sul lato della coalizione, l'Austria, precedentemente neutrale, era pronta ad impiegare le proprie forze sia sul fronte tedesco, sia sul nuovo fronte italiano. Napoleone, prevedendo un tradimento da parte degli austriaci, aveva preventivamente inviato il viceré d'Italia, Eugenio di Beauharnais, a raccogliere un esercito per difendere la penisola italiana dalle forze del generale austriaco von Hiller.

## Antefatti

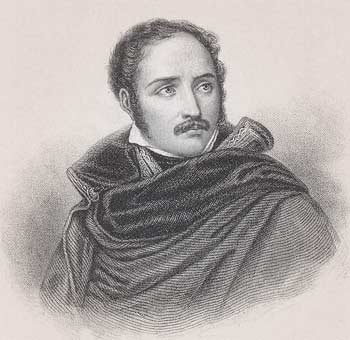
Ritratto del viceré Eugenio

Le forze napoleoniche nella Slovenia centrale erano troppo ridotte per gestire un fronte così lungo, soprattutto con un nemico che stava rapidamente passando in superiorità numerica. Questo fu particolarmente evidente dopo la cattura del generale Bellotti a Kaplja Vas. Mentre le forze di Pino e Palombini erano state inviate sul litorale per affrontare Nugent e riprendere Fiume, Eugenio tentò di bloccare un eventuale discesa delle forze di von Radivojevich verso la costa: con la Guardia Reale ed una brigata, Eugenio si mosse verso San Marein, dove il colonnello Milutinović si era posizionato assieme alle sue truppe. Nonostante l'inferiorità numerica, gli austriaci riuscirono a sbarrare la strada ai franco-italiani, causando loro diverse perdite. Cessato lo scontro, il generale Rebrovich richiamò a sé le forze di Milutinović nei pressi di Weichselburg.
Dopo l'iniziale sconfitta, Eugenio riteneva imprudente rimanere sulla Sava in quelle condizioni e sarebbe stato necessario proteggere Laybach, il suo quartier generale. Per questi motivi, il viceré avanzò con la divisione Marcognet verso San Marein il 15 settembre, intenzionato ad attaccare Weichselburg, dove Rebrovich si era inizialmente posizionato. Giunti sul posto, però, i napoleonici trovarono il paese libero dalle forze nemiche, che lo avevano abbandonato per la vicina montagna del Bärenberg. Supponendo che Rebrovich non intendesse più attaccare Laybach, Eugenio riportò la divisione Marcognet verso la città slovena mentre tre battaglioni della Guardia Reale rimasero a protezione di Weichselburg. Quindi le forze napoleoniche si schierarono su due linee:
- la prima nella città stessa e nel vecchio castello situato sull’altura a ovest della città, estendendosi a sinistra fino alla valle;
- la seconda a mezza lega (circa 2 km) dietro Weichselburg, sulla strada per Sanct-Marein.[5]

Osservando il comportamento generale delle forze franco-italiani, il generale Rebrovich iniziò a sospettare che solo un piccolo gruppo fosse rimasto a sorvegliare la posizione, cosa poi confermata lui da alcuni abitanti del luogo: gli italiani non avevano effettuato alcuna ricognizione, non andavano in cerca del nemico e si erano limitati a sorvegliare con poca cura i loro alloggiamenti e bivacchi. Forte di 4 battaglioni e 2 squadroni, Rebrovich decise di effettuare un attacco notturno e tagliare la loro via di fuga verso Laybach. L'ulteriore notizia che von Radivojevich avesse mandato un battaglione ed uno squadrone in suo supporto, rafforzarono la sua determinazione ad attaccare.

## La battaglia
Rebrovich decise di attaccare in tre colonne: 
- la prima, guidata dal colonnello Milutinović e composta da un battaglione Gradiscaner, avrebbe lasciato il Barenberg alle ore 21 del 15 settembre e si sarebbe diretta verso Kriskovacs, dove, all'alba, avrebbe bloccato la strada per Laybach e avrebbe attaccato gli italiani a Weichselburg alle spalle;
- la seconda, composta da tre compagnie Brooder sotto il comando del maggiore Reinbach, avrebbero aggirato la cittadina sulla sinistra, in modo da supportare l'attacco della prima colonna contro Peschenik;
- la terza e più corposa colonna, formata da un battaglione Sanct-Georger, un battaglione del reggimento Herzerzog Franz Karl e da tre compagnie Brooder, si sarebbe mosso agli ordini del generale Rebrovich in persona ed avrebbe silenziosamente marciato verso Pösendorf seguendo la strada principale.

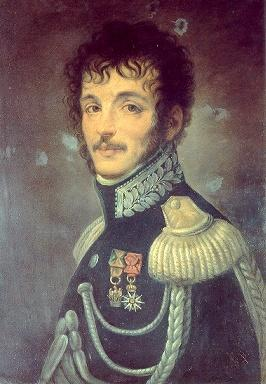
Il generale Lechi

Il segnale per l'attacco doveva essere dato alle 5:00 dal colonnello Milutinović, che avrebbe dovuto trovarsi a Kriskovas con la sua colonna. Invece, la loro guida, erroneamente, li condusse a Male Lack, una stretta e scoscesa valle dietro a Peschenik, una posizione molto scomoda e pericolosa per attaccare. Nonostante ciò, Milutinović lanciò tre delle sue compagnie contro il vecchio castello di Weichselburg mentre il resto della sua colonna attaccò le alture di Peschenik, occupate dalle forze di Lechi. I francesi, una volta avvistati gli austriaci, aprirono il fuoco dell'artiglieria sulla vallata. Milutinović portò i suoi uomini in un punto cieco alla base dell'altura e si preparò ad attaccarla, risalendone i ripidi pendii. I suoi uomini riuscirono a raggiungere la cima: il castello passò di mano un paio di volte prima che una decisiva carica alla baionetta consegnasse la struttura nella mani austriache. Cacciata la linea di Lechi, gli uomini di Milutinović scesero lungo la strada principale verso Weichselburg, dando avvio ad un combattimento di quattro ore prima che le altre due colonne lo raggiunsero.
Gli uomini della Guardia Reale furono completamente demoralizzati dall'arrivo della altre due colonne e tentarono di ritirarsi verso San Marein, coperti da un battaglione che si era posizionato a Groslupje con due cannoni. Tuttavia, queste forze non ebbero il tempo di intervenire: il conte Esterházy, al comando di uno squadrone di ussari, attaccò la posizione, colpendo gli artiglieri e catturando un cannone. Gli italiani ripiegarono, spinti rapidamente dalla cavalleria nemica verso San Marein. Nonostante la stanchezza dei propri uomini, Milutinović, supportato dal colonnello Starhemberg, inseguì gli italiani e verso sera riuscì a cacciarli anche dalla loro nuova posizione. I battaglioni della guardia si dispersero, fuggendo in piccoli gruppi verso Laybach.

## Bilancio e conseguenze
L'esito dello scontro fu nettamente favorevole alle forze di Rebrovich: al costo di 46 morti, 66 feriti e 26 prigionieri riuscirono ad infliggere perdite molto più consistenti tra le file italiane, che accusarono circa 300 tra caduti e feriti e 683 prigionieri.
Inizialmente, Marcognet aveva nuovamente occupato San Marein e i franco-italiani progettarono un nuovo attacco verso Weichselburg, cercando di minare il collegamento tra le forze di von Radivojevich ed il resto dell'esercito austriaco. Un attacco decisivo, però, non fu mai eseguito: senza adeguati rinforzi a Krainburg, gli uomini di Eugenio non avrebbero potuto respingere gli austriaci oltre la Drava e allo stesso tempo difendere l'intera zona. La situazione rimase bloccata ancora per qualche settimana, quando le ripetute sconfitte e la defezione della Baviera, convinsero Eugenio ad abbandonare la posizione prima di venire accerchiato. La prima fase della ritirata delle forze napoleoniche si concluse la prima settimana di ottobre, con il grosso dell'esercito raggruppato a Gorizia e a Gradisca. Le forze di Eugenio, in seguito, si diedero ad una lunga ritirata verso l'Adige.
Per il coraggio e la determinazione dimostrate nell'attacco, Milutinović venne promosso a maggior generale, ottenne l'onorificenza di Cavaliere dell'Ordine militare di Maria Teresa e il predicato nominale a lui assegnato fu von Weichselburg.